# Asia Times Online
Asia Times Online es un periódico accesible solo por Internet con secciones de información y opinión sobre temas geopolíticos, políticos y económicos, generalmente (aunque no siempre) desde un punto de vista asíático. La abreviatura oficial, usada en el sitio web, es ATol.
Asia Times Online se fundó a principios de 1999 y está registrado en Hong Kong. Deriva sus ingresos de la publicidad y la reventa de su contenido a otras publicaciones y servicios de noticias.
Históricamente, su línea editorial y de publicación es heredera del Asia Times, diario impreso basado en Hong Kong/Bangkok y fundado por Sondhi Limthongkul en 1995, que desapareció en el verano de 1997 debido a la crisis financiera asiática.